# 万卡约土豆
万卡约土豆（西班牙語：Papa a la huancaína）是一道秘鲁开胃菜，由新鲜白奶酪和经过炒制或烤制的秘鲁黄椒、红洋葱和大蒜制成的辛辣奶油酱煮成的土豆菜肴，传统的万卡伊纳土豆都以巴坦来制作。虽然这道菜的名字来源于秘鲁中部高地利马的城市万卡约，但它已成为全秘鲁平日和休息日的佳肴。
它一般为冷盘，辅佐莴苣作为开胃菜，并用黑橄榄、甜玉米粒和水煮蛋作点缀。
秘鲁南部（如库斯科、普诺、阿雷基帕）的居民烹饪万卡约土豆使用奥科帕酱而非万卡约酱，并配上新鲜烤花生、炸洋葱和西红柿、秘鲁黄椒、奶油或炼乳、碎饼干或干面包、盐、和印加孔雀草。
因为万卡约土豆为冷菜，故为秘鲁人最喜欢的野餐和旅行食物。